# Mikkel Hindhede

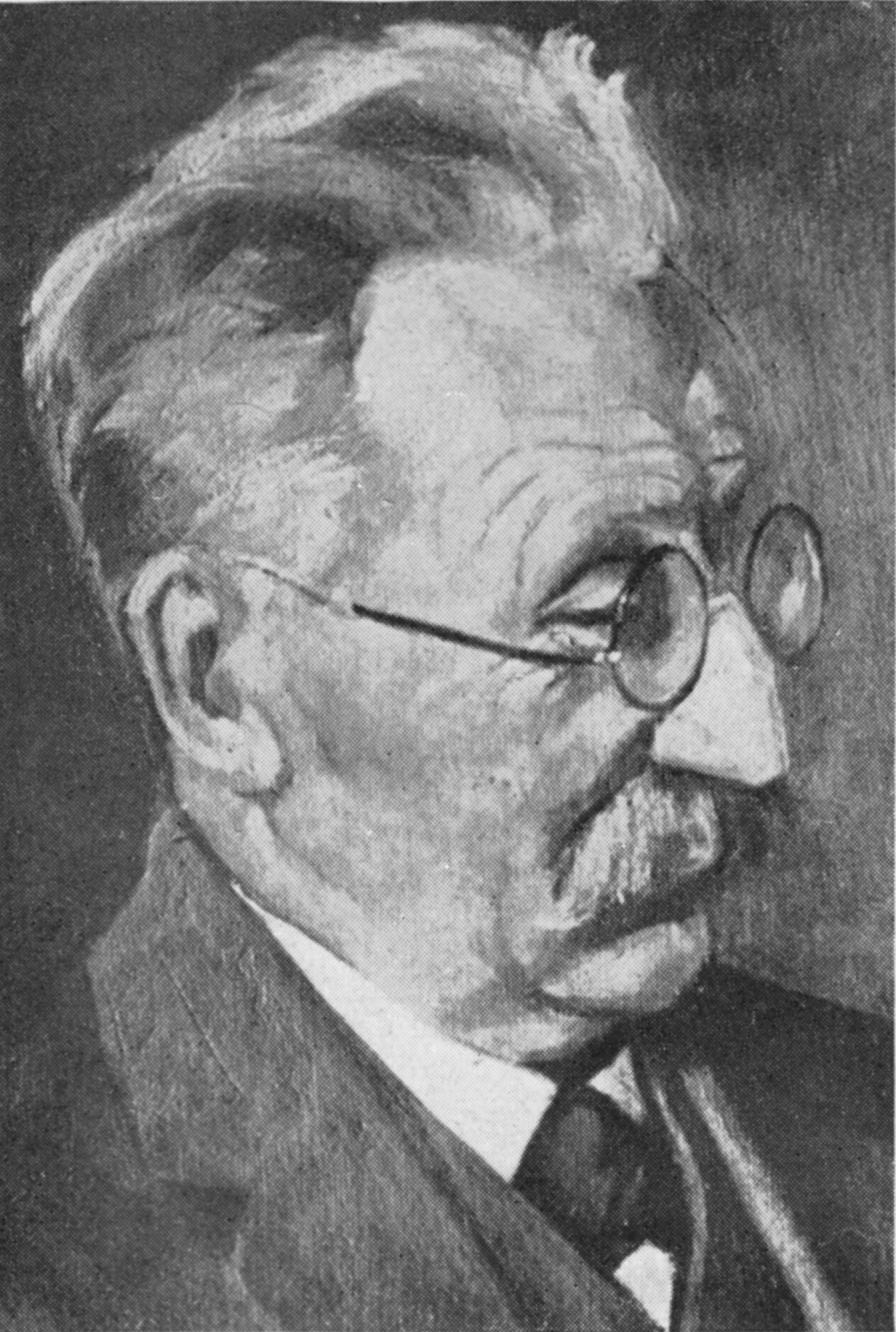
Mikkel Hindhede 1862–1945

Mikkel Hindhede (* 13. Februar 1862 in Lem Sogn; † 17. Dezember 1945 in Kopenhagen) war ein dänischer Arzt, Ernährungsberater und -forscher. 

## Leben
Hindhede wuchs auf einem Bauernhof bei Ringkøbing in Westjütland auf. Sein Medizinstudium an der Universität Kopenhagen beendete er 1888 mit einem herausragenden Examen. Er war zunächst als Landarzt in seiner Heimatgemeinde tätig und leitete ab 1891 das Krankenhaus in Skanderborg. Da Hindhede auf Naturheilverfahren und Ernährungsmedizin setzte, war er bei Berufskollegen umstritten, erwarb sich aber Anerkennung durch Heilerfolge. 1908 erhielt er den Dannebrogorden.
Ab 1909 lebte Hindhede mit seiner Familie in Kopenhagen und leitete dort von 1910 bis 1932 die Staatliche Versuchsanstalt für Ernährungsforschung. Er betrieb Forschungen zum Eiweißbedarf und kam zu dem Schluss, dass frühere Schätzungen von mindestens 100 Gramm pro Tag zu hoch seien. Hindhede empfahl, mehr Schwarzbrot, Kartoffeln und Gemüse und weniger Fleisch zu essen.
Während des Ersten Weltkrieges beriet Hindhede die dänische Regierung in Ernährungsfragen. Als Dänemark während der Blockade 1917 und 1918 gezwungen war, Nahrungsmittel zu rationieren, reduzierte das Land auf Vorschlag Hindhedes seinen Schweinebestand um 80 Prozent und die Zahl der Milchkühe um ein Drittel. Außerdem wurde die Gemüse- und Obstproduktion gefördert und die Alkoholproduktion begrenzt. Durch diese Maßnahmen wurden Flächen, auf denen vorher Futtermittel produziert wurden, für die direkte menschliche Ernährung genutzt, sodass Dänemark, anders als Deutschland und weitere Staaten, keine Hungerprobleme und Epidemien verzeichnete und die Sterberate unter das Vorkriegsniveau sank. 
Einige seiner Anregungen wurden bereits in den 1920er Jahren im Bayerischen Kochbuch und dessen Vorgängern aufgenommen.